# Statstjänarkartellen
Statstjänarkartellen var en facklig samarbetsorganisation på det statliga avtalsområdet åren 1937-1970.

## Bakgrund
Kartellen bildades på initiativ av Landsorganisationen (LO) 1937. Därigenom skapade man en gemensam förhandlingsorganisation för de berörda LO-förbunden. Statstjänarekartellen ersatte Statstjänarnas centralorganisation som upphörde 1939. Kartellen blev starkare än den tidigare centralorganisationen genom att Svenska järnvägsmannaförbundet och Telegraf- och telefonmannaförbundet ingick. Övriga förbund som bildade kartellen var: Svenska postmannaförbundet, Försvarsverkens civila personals förbund och Statens sjukhuspersonals förbund.

## Historia
- 1943 hade även dessa förbund anslutit sig: Svenska väg- vattenbyggnadsarbetareförbundet, Civilförvaltningens personalförbund, Sveriges fångvårdsmannaförbund, Statens vattenfallsverks tjänstemannaförbund och Försäkringsfunktionärernas förbund.
- 1945 inrättades ett eget kansli med utrednings- och förhandlingskompetens. Det nödvändiggjordes av en ändrad förhandlingsordning, där endast arbetsgivarparten kunde ta del av de statliga utredningsresurserna. Jan Lingman blev kartellens förste anställde ombudsman.
- 1955 togs ett första steg mot en sammanslagning av de fackförbund som verkade inom det statliga avtalsområdet, då en för sju av de åtta anslutna förbunden gemensam facklig tidskrift Statsanställd startades. Endast Svenska järnvägsmannaförbundets Signalen blev kvar som självständig tidskrift.
- 1965 fattade kartellens representantskap ett principbeslut om ett gemensamt fackförbund på det statliga avtalsområdet. I spetsen för omställningsarbetet stod kartellordföranden Gustaf Kolare. På den  arbetsgivarsidan förhandlade från den 1 juli 1965 Statens avtalsverk.
- 1966 infördes kollektivavtal på det statliga avtalsområdet och därmed försvann det allmänna avlöningsreglementet med tillhörande författningar och de fackliga organisationerna hade uppnått full förhandlingsrätt.
- 1970 bildades Statsanställdas förbund och Statstjänarekartellens verksamhet upphörde.